# 天津经济技术开发区中区
天津经济技术开发区中区，前身是滨海新区轻纺经济区，2014年1月，滨海新区轻纺经济区并入天津经济技术开发区并更名为“天津经济技术开发区中区”。

## 历史沿革
2009年5月17日，时任天津市委副书记、滨海新区工委书记何立峰在南港工业区调研时，提出在南港工业区和大港生活区之间设立过渡产业带，发展轻纺产业。7月27日，天津市加快滨海新区开发开放领导小组第10次会议，研究南港轻纺工业园和生活区规划方案。9月3日，“滨海新区南港片区开发建设指挥部”挂牌成立。
2014年1月2日，《关于整合滨海新区功能区的方案》发布，轻纺经济区规划面积58平方公里划归天津经济技术开发区。